# Nancy Borwick
Nancy Borwick (Nancy Jane Borwick, verheiratete Jarvis; * 20. März 1935; † 24. November 2013 in Halls Head, Mandurah) war eine australische Weitspringerin.
Bei den Olympischen Spielen 1956 in Melbourne wurde sie Achte mit 5,82 m.
Ihre persönliche Bestleistung von 6,13 m stellte sie am 17. November 1956 in Melbourne auf.